# Papamosques narcís
El papamosques narcís (Ficedula narcissina) és una espècie d'ocell de la família dels muscicàpids (Muscicapidae). És troba a l'Àsia oriental i migra cap al sud-est asiàtic. El seu hàbitat natural el formen boscos, matollars, aiguamolls i ambients humans. El seu estat de conservació es considera de risc mínim.
El nom de l'ocell és una referència al color groc de moltes varietats de flors de narcís.

## Taxonomia
El papamosques dorsiverd (F. elisae) del nord de la Xina i el papamosques de les Ryukyu (F. owstoni) de les illes Ryukyu es consideraven anteriorment subespècies del papamosques narcís, però es varen segmentar després de diversos estudis.